# Un Taxi pour Tobrouk
Un taxi pour Tobrouk is een Franse speelfilm uit 1961, geregisseerd door Denys de La Patellière. 
Deze anti-oorlogsfilm is gebaseerd op een boek van René Havard en werd destijds goed onthaald. Het was de Franse film die het dat jaar het best deed aan de Franse bioscoopkassa's. In 1961 behaalde de film de Grand prix du cinéma français. De vertolkingen van zowel Lino Ventura als Charles Aznavour werden geprezen.

## Verhaal
Tijdens de Tweede Wereldoorlog in Noord-Afrika slaagt een Frans commando erin een Duits brandstofdepot op te blazen. Vier Franse soldaten ontsnappen maar verliezen hun voertuig en raken verdwaald in de Libische woestijn. Dan overmeesteren ze een Duits patrouillevoertuig en nemen ze een Duitse officier gevangen.

## Rolverdeling
| Acteur           | Personage                  |
| ---------------- | -------------------------- |
| Lino Ventura     | brigadier Théo Dumas       |
| Charles Aznavour | Samuel Goldmann            |
| Hardy Krüger     | kapitein Ludwig von Stegel |
| Maurice Biraud   | François Jonsac            |
| Germán Cobos     | Paolo Ramirez              |